# Burka Avenger
Pour les articles homonymes, voir Burka.
Burka Avenger est une série télévisée d'animation pakistanaise en treize épisodes créée par Aaron Haroon Rashid et dont la diffusion sur la chaîne Geo TV commencera le 28 juillet 2013. C'est la première série télévisée d'animation produite au Pakistan. C'est une série humoristique et éducative adressée à un jeune public, réalisée en images de synthèse et ponctuée de chansons, qui met en scène une maîtresse d'école qui se transforme en une super-héroïne, Burka Avenger, afin de défendre son école contre l'extrémisme religieux et la corruption.

## Synopsis
La série se déroule à l'époque contemporaine, à Halwapur, ville fictive du nord du Pakistan. Jiya est une jeune enseignante dont l'école est menacée de fermeture par Bandook, un magicien maléfique opposé à l'éducation des femmes, lequel bénéficie de la complicité du politicien corrompu Vadero Pajero. Dans la vie de tous les jours, Jiya ne porte pas le voile. Mais chaque fois que son école est menacée, Jiya a recours à son identité secrète, celle de Burka Avenger, une super héroïne vêtue d'une burka qui lui permet de dissimuler son identité à ses ennemis. Burka Avenger maîtrise le Takht Kabaddi, un art martial inspiré du karaté mais qui utilise comme seules armes des livres et des stylos ; Jiya, séparée de ses parents alors qu'elle était encore enfant, l'a appris grâce à son père adoptif, le vieux sage Kabbadi Jan. Outre Jiya et ses ennemis, les personnages principaux de la série sont un groupe d'amis tous élèves à l'école : les jumeaux Ashu et Immu et leur meilleur ami Mooli. Ce dernier ne se sépare jamais de Golu, sa chèvre apprivoisée. Les quatre amis vont être confrontés aux forces maléfiques qui tentent de régner sur la région, mais pourront toujours compter sur l'aide de Jiya et de son alter ego secret, Burka Avenger.

## Production
Burka Avenger est créé par le chanteur de pop pakistanais Aaron Haroon Rashid. À l'origine, l'idée est inspirée à Haroon Rashid par le travail effectué par la société pakistanaise de jeux vidéo Trango Interactive sur le jeu d'action Sherra Jutt, qui le convainc de se lancer dans l'industrie du jeu et de l'animation. Le concept de départ de Burka Avenger est un jeu pour iPhone, puis le projet évolue pour se centrer sur une série animée.
Le concept de Burka Avenger vise à lutter contre le climat de peur que font régner les extrémistes religieux qui s'opposent à l'éducation des femmes au Pakistan en commettant des attentats dans les écoles et en agressant les jeunes filles (fin 2012, Malala Yousafzai, une élève de 15 ans, avait été victime d'une tentative d'assassinat au cours de laquelle elle avait reçu une balle dans la tête). Dans une interview auprès de l'agence de presse Associated Press citée sur le site Dawn.com fin juillet 2013, il dit avoir voulu réaliser une série divertissante, drôle et pleine d'action, qui véhicule des messages sociaux forts auprès du jeune public.
Le choix de faire ressembler le costume de Burka Avenger à une burka est dû selon Haroon Rashid à la volonté de lui donner une apparence plus locale, car un costume proche des super-héroïnes américaines n'aurait pas marché au Pakistan. Dans l'histoire, la tenue sert à Jiya à dissimuler son identité aux bandits contre lesquels elle lutte. Par ailleurs, la tenue de Burka Avenger n'est pas exactement une burka à proprement parler mais est plutôt conçue comme un mélange entre une burka et une tenue de ninja.
La série est produite par le studio Unicorn Black pour la chaîne de télévision privée pakistanaise Geo TV. Selon Arif Rafiq, de l'Institut du Moyen-Orient (à Washington DC), cité par le magazine radio américain PRI's The World, la série a été financée par un donateur anonyme.
La série est en ourdou (mais une bande annonce en anglais a aussi été diffusée). Elle est ponctuée de chansons par Aaron Haroon Rashid et d'autres chanteurs connus au Pakistan, comme Ali Azmat et Ali Zafar et le groupe Josh.

## Fiche technique
- Titre : Burka Avenger
- Création : Aaron Haroon Rashid
- Musique : Aaron Haroon Rashid, Ali Azmat, Ali Zafar
- Sociétés de production : Unicorn Black
- Pays d'origine :  Pakistan
- Langue originale : ourdou
- Format : 13 épisodes
- Genre : Aventure, humour

## Accueil critique
Une projection du premier épisode de la série a été organisée en mars 2013 dans un orphelinat de la banlieue d'Islamabad tenu par l'association SOS Villages d'enfants, et a rencontré un accueil favorable auprès des enfants. 
Au Pakistan, sur le blog Media Watchdog du journal pakistanais anglophone The Express Tribune, Ema Anis rapporte des avis critiquant le choix de faire porter la burka à une super-héroïne ; elle s'inscrit en faux contre cet argument qui, selon elle, se focalise excessivement sur le vêtement en oubliant le message de fond transmis par la série, l'originalité du concept et la qualité de l'animation, encore jamais atteinte par des animateurs pakistanais.
Hors du Pakistan, la série a fait l'objet d'articles dans plusieurs quotidiens, comme le quotidien britannique le Guardian fin juillet 2013, Le Devoir au Québec. Le spécialiste américain de la culture pakistanaise Arif Rafiq, de l'Institut du Moyen-Orient (à Washington DC), estime que, malgré le manque de transparence sur son financement, la série colporte un message positif.

## Produits dérivés
La diffusion de la série est accompagnée par la sortie d'un jeu d'action et d'aventure du même nom pour smartphones et d'un album regroupant dix chansons de la bande originale de la série.